# الخليل بن أحمد الفراهيدي
أَبُو عَبْدِ الرَّحْمَنِ الْخَلِيلُ بْنُ أَحْمَدَ بْنِ عَمْرِو بْنِ تَمِيمٍ الْفَرَاهِيدِيُّ الْأَزْدِيُّ الْيَحْمَدِيُّ الْبَصْرِيُّ المعروف بِالْفَرَاهِيدِيّ (100 هـ 170 هـ/173 هـ - 718م 786م)؛ شاعر ونحوي عربي بصري، يُعد عالمًا بارزًا وإمامًا من أئمة اللغة والأدب العربيين، وهو واضع علم العروض، وقد درس الموسيقى والإيقاع في الشعر العربي ليتمكّن من ضبط أوزانه. ودرس لدى عبد الله بن أبي إسحاق الحضرمي وهو أيضا أستاذ سيبويه النحويّ. ولد في البصرة في العراق ومات فيها (تشير بعض المصادر إلى أنّه ولد في عُمان)، وعاش زاهدًا تاركًا لزينة الدنيا، محبًا للعلم والعلماء. وكان شعث الرأس، شاحب اللون، قشف الهيئة، متمزق الثياب، متقطع القدمين، مغمورا في الناس لا يعرف. قال النَّضْر بن شُمَيْل: ما رأى الراؤون مثل الخليل ولا رأى الخليل مثل نفسه.
قدم الفراهيدي أول وأقدم قاموس للغة العربية باسم كتاب العين كما قدم نظام علامات التشكيل في النص العربي، وكان له دور فعال في التطوير المبكر للعروض وعلم الموسيقى والأوزان الشعرية. وأثرت نظرياته اللغوية على تطور العروض الفارسية والتركية والأردية. وصف بـ«النجم الساطع» لمدرسة نحاة البصرة، وهو عالم موسوعي وباحث، وكان رجلاً صاحب تفكير أصيل. كما وصف بالرائد الأول لعلم المعجميات.
كان الفراهيدي أول عالم أخضع عروض الشعر العربي الكلاسيكي لتحليل صوتي مفصل. كانت البيانات الأولية التي أدرجها وصنفها دقيقة ولكن معقدة للغاية وصعبة الإتقان والاستخدام، وفي وقت لاحق طور المنظرون صيغًا أبسط مع قدر أكبر من التماسك والمنفعة العامة. كما كان رائدا في مجال التعمية، وأثر في أعمال الكندي.
تلقى العلم على يديه العديد من العلماء الذين أصبح لهم شأن عظيم في اللغة العربية ومنهم سيبويه، والليث بن المظفر الكناني، والأصمعي، والكسائي، والنضر بن شميل، وهارون بن موسى النحوي، ووهب بن جرير، وعلي بن نصر الجهضمي. وحدث عن أيوب السختياني، وعاصم الأحول، والعوام بن حوشب، وغالب القطان، وعبد الله بن أبي إسحاق.

## النشأة

### نسبه
هو عربي من الأزد، من ذرية فراهيد بن شباب بن مالك بن فهم.

### مولده
ولد في البصرة عام 718 م، وعاش ومات فيها، بينما تشير بعض المصادر إلى أنّه ولد في عُمان وانتقل إلى البصرة وهو صغير. وتلقى العلم على يد علماءها مثل أبو عمرو بن العلاء، وعيسى بن عمر الثقفي وغيرهم.

## سيرته
أصبح الفراهيدي، أحد أبرز نحاة البصرة في العراق. في البصرة، درس التقاليد الإسلامية وعلم اللغة على يد أبي عمرو بن العلاء مع أيوب السختياني وغيره. أقنعه أستاذه أيوب بالتخلي عن المذهب الإباضي والتحول إلى العقيدة السنية. وكان من بين تلاميذه سيبويه، النضر بن شميل والليث بن المظفر. اشتهر بالتقوى والاقتصاد، وكان من رفقاء جابر بن زيد، مؤسس نظام الإباضية. قيل أن والديه اعتنقا الإسلام، وأن والده كان أول من أطلق عليه لقب «أحمد» بعد زمن النبي محمد. يختلف لقبه «الفراهيدي» عن اسمه القبلي وهو مشتق من سلف له اسمه فرهود (وتعني شبل)؛ بصيغة الجمع (فراهيد). كان الفراهيدي يرفض الهدايا السخية من الحكام، كما رفض الانغماس في الافتراء والنميمة على زملائه من العلماء العرب والفرس المنافسين، وكان يؤدي فريضة الحج إلى مكة المكرمة كل عام تقريبًا.
كان يعيش في منزل صغير من القصب في البصرة. قام بتدريس اللغويات، وأصبح بعض طلابه معلمين أثرياء. كان مصدر الدخل الرئيسي للفراهيدي هو الصقارة وحديقة موروثة عن والده.

## فضله وزهده وآراؤه
رغم هذا العلم الغزير، ظل الفراهيدي زاهداً ورعاً، فلا يوجد عالم لغوي اتفق المؤرخون على نبل أخلاقه وسماحة روحهِ، كما اتفقوا على الخليل، فصار حقا ابن الأمة العربية التي أثر فيها فكراً وسلوكًا وخلقاً. فرغم غزارة علمه قد تميَّز الفراهيدي على سابقيه ولاحقيه وتفرد به بين أترابه ومعاصريه.
نقل ابن خلكان عن تلميذ الخليل النضر بن شميل قوله: «أقام الخليل في خص له بالبصرة، لا يقدر على فلسين، وتلامذته يكسبون بعلمه الأموال». كما نقل عن سفيان بن عيينة قوله: «من أحب أن ينظر إلى رجلٍ خلق من الذهب والمسك فلينظر إلى الخليل بن أحمد».
حينما أرسل إليه سليمان بن حبيب بن أبي صفرة والى فارس والأحواز رسولا يدعوه إليه، حيث كان سليمان يدفع له راتباً بسيطاً يعينه به على شؤون الحياة، فرفض القدوم إليه وقدم للرسول خبزاً يابساً مما عنده قائلاً مادمت أجده فلا حاجة بي إلى سليمان وقال:
وبسبب تعرضه للحرج، استجاب سليمان بعد ذلك بعرض لتجديد راتبه بل ومضاعفته، وهو ما تقبله الفراهيدي بفتور. وقد تجلت لامبالاة الفراهيدي بالثروة المادية في عادته باقتباس مقطع الأخطل الشهير عن أن الكنز الحقيقي هو السلوك القويم.
كما تميز الفراهيدي بآرائه الفلسفية. استنتج أن ذكاء الرجل يبلغ ذروته في سن الأربعين - وهو العمر الذي بدأ فيه نبي الإسلام محمد دعوته - ويبدأ بالتضاؤل بعد الستين، وهو السن الذي مات فيه محمد. كان يعتقد أيضًا أن الناس يكونون في ذروة ذكائهم في الفجر.
فيما يتعلق بمجال القواعد، كان لدى الفراهيدي وجهات نظر واقعية اشترك فيها مع اللغويين العرب الأوائل ولكن كانت وجهات النظر تلك نادرة في الأزمنة اللاحقة والحديثة. وبدلاً من التمسك بقواعد النحو كما هي كقواعد مطلقة، رأى الفراهيدي أن اللغة العربية هي عادات التحدث الفطرية الطبيعية للبدو. إذا اختلفت أوصاف العلماء أمثاله عن الطريقة التي يتحدث بها عرب الصحراء بشكل طبيعي، فإن السبب هو نقص المعرفة من جانب العالم، حيث أن الخطاب الطبيعي غير المعلن وغير المكتوب للعرب البدو هو المحدد النهائي. تميز الفراهيدي، مع ذلك، برأيه بأن الأبجدية العربية تضمنت 29 حرفًا بدلاً من 28 وأن كل حرف يمثل خاصية أساسية للناس أو الحيوانات. كان اعتقاده بأنها تكونت من 29 حرف لاعتباره اجتماع اللام والألف كحرف ثالث منفصل عن كل حرف منهما.

## فكرة وضع علم العروض
قيل أن الخليل دعا بمكة أن يرزقه الله علما لم يسبق إليه، وبعد عودته بفترة طرأت ببالهِ فكرة وضع علم العروض عندما كان يسير بسوق الصفارين، فكان لصوت دقدقة مطارقهم على نغم مميز ومنهُ طرأت بباله فكرة العروض التي يعتمد عليها الشعر العربي. فكان يذهب إلى بيته ويتدلى إلى البئر ويبدأ بإصدار الأصوات بنغمات مختلفة ليستطيع تحديد النغم المناسب لكل قصيدة. وعكف على قراءة أشعار العرب ودرس الإيقاع والنُظُم ثم قام بترتيب هذه الأشعار حسب أنغامها وجمع كل مجموعة متشابهة ووضعها معا، فتمكن من ضبط أوزان خمسة عشر بحرًا يقوم عليها النُظُم حتى الآن وهي ((الطويل-المديد البسيط)) وتعرف بالممتزجة، ((الوافر-الكامل-الهزج-الرجز-الرمل-السريع-المنسرح-الخفيف-المضارع-المقتضب)) وتسمى السباعية لأنها مركبة من أجزاء سباعية في أصل وضعها، وآخران هما ((المتقارب-المتدارك)) يعرفان بالخماسيين إلا بحر المتدارك المحدث فإن واضعه هو الأخفش الأوسط تلميذ سيبويه، فأصبح مؤسس علم العروض.
ويعد الخليل بن أحمد شيخ علماء[ ؟ ] المدرسة البصرية وتنسب له كتب «معاني الحروف» وجملة آلات الحرب والعوامل والعروض والنقط، كما قام بتغيير رسم الحركات في الكتابة إذ كانت التشكيلات على هيئة نقاط[ ؟ ] بلون مختلف عن لون الكتابة، وكان تنقيط الإعجام (التنقيط الخاص بالتمييز بين الحروف المختلفة كالجيم والحاء والخاء) قد شاع في عصره، بعد أن أضافه إلى الكتابة العربية تلميذا أبي الأسود الدؤلي وهما نصر بن عاصم الكناني ويحيى بن يعمر، فكان من الضروري تغيير رسم الحركات ليتمكن القارئ من التمييز بين تنقيط الحركات وتنقيط الإعجام. فجعل الفتحة ألفًا صغيرة مائلة فوق الحرف، والكسرة ياءً صغيرة تحت الحرف، والضمة واواً صغيرة فوقهُ. أما إذا كان الحرف منوناً كرر الحركة، ووضع شينا غير منقوطة للتعبير عن الشدةِ ووضع رأس عين للتدليل على وجود الهمزة وغيرها من الحركات كالسكون وهمزة الوصل، وبهذا يكون النظام الذي اتخذهُ قريباً من نواة النظام المتبع بالوقت الحالي في الكتابة باللغة العربية.
وكان له الفضل في كشف علم العروض كله عدا بحر المتدارك المحدث الذي وضعه الأخفش الأوسط. ومع ذلك، لم يفرض الفراهيدي قط على باقي الشعراء العرب ضرورة اتباع قواعده دون سؤال، وحتى قيل إنه انتهك القواعد التي وضعها بنفسه عن قصد في بعض الأحيان.

## أعماله

### كتابمعجم العين
- كتاب معجم العين وهو أول معجم في العربية وقد فكر فيه الخليل بن أحمد وطلب من تلميذه الليث بن المظفر الكناني أن يكتب عنه ثم بعد موته أتم تلميذه هذا الكتاب.[42][43][44][45] يعكس عنوانه هدف مؤلفه في اشتقاق الأصول الاشتقاقية للمفردات والمعاني العربية.

### كتب أخرى
- كتاب النغم.
- كتاب العروض استخرج فيه بحور الشعر، بأوزانها.
- كتاب الشواهد.
- كتاب النقط والشكل.
- كتاب الإيقاع.[13]
- كتاب معاني الحروف
- الجمل في النحو

## إرثه
في العالم العربي، صار لقب الفراهيدي اسماً مألوفاً بحلول وفاته، وأصبح بنفس أسطورية شخصية أبو الأسود الدؤلي في فقه اللغة العربية. كان أول من قنن المقاييس المعقدة للشعر العربي ووصف بأنه عبقرية بارزة في العالم الإسلامي. كان سيبويه والأصمعي من بين طلابه، وكان الأول مديونًا للفراهيدي أكثر من أي معلم آخر تعلم لديه. يقول ابن النديم كاتب السير البصري الذي عاش بالقرن العاشر، أن كتاب سيبويه هو في الواقع عمل تعاوني اشترك فيه اثنان وأربعون من الكتاب، وذكر أيضا أن المبادئ والمواضيع في «الكتاب» استندت على نظائرها في مؤلفات الفراهيدي. ونقل عنه سيبويه 608 مرة، أي أكثر من أي مصدر آخر. في جميع أنحاء كتاب سيبويه يقول «سألته» أو «قال»، دون تسمية الشخص المشار إليه بالضمير، ولكن من الواضح أنه يشير إلى الفراهيدي. يعتبر هذان الاثنان تاريخيًا أقدم وأهم الشخصيات في التسجيل الرسمي لقواعد اللغة العربية.
كان الفراهيدي أيضًا ضليعًا في علم الفلك والرياضيات والشريعة الإسلامية ونظرية الموسيقى والأحاديث النبوية الإسلامية. قيل إن براعته في اللغة العربية مستمدة، أولاً وآخرا، من معرفته الواسعة بالأحاديث النبوية وكذلك تفسير القرآن. سميت مدرسة الخليل بن أحمد الفراهيدي للتعليم الأساسي في الرستاق بسلطنة عمان باسمه.

### علم التعمية
كان كتاب علم التعمية للفراهيدي أول كتاب عن علم علم التعمية واستخراج المُعَمَّى كتبه عالم لغوي. يحتوي العمل المفقود على العديد من «الأوائل»، بما في ذلك أول استخدام للتباديل والتركيبات لسرد جميع الكلمات العربية الممكنة مع وبدون حروف العلة. لاحقًا لجأ علماء التعمية العرب إلى التحليل الصوتي للفراهيدي لحساب تكرار الحروف في أعمالهم. أثر عمله في علم التعمية على الكندي (801-873)، الذي اكتشف طريقة تحليل الشفرات عن طريق تحليل التكرار.

### نظام التشكيل
يُنسب إلى الفراهيدي أيضًا المعيار الحالي لعلامات التشكيل العربية؛ فبدلاً من سلسلة من النقاط التي لا يمكن تمييزها، كان الفراهيدي هو الذي قدم أشكالًا مختلفة لعلامات التشكيل بالعربية، مما سهل نظام الكتابة لدرجة أنها لم تتغير منذ ذلك الحين. كما بدأ في استخدام حرف شين صغير للدلالة على علامة الشدة. كان أسلوب الفراهيدي في كتابة الأبجدية العربية أقل غموضًا بكثير من النظام السابق له، حيث كان يتعين على النقاط في ذلك الأخير أداء وظائف متنوعة. وبينما كان الفراهيدي ينوي استخدام ذلك التشكيل للشعر فقط، فقد تم استخدامه بعد ذلك للقرآن أيضًا.

## وفاته
توفي في البصرة بشهر جمادى الآخرة سنة 174 هـ /789م بخلافة هارون الرشيد (تختلف المصادر حول تاريخ وفاته، فقيل أيضا أنها كانت سنة 786 (170 هـ) أو 791 م (173 هـ)). في نفس يوم وفاة الخيزران بنت عطاء وقال الإمام شمس الدين الذهبي في سبب وفاته في كتاب تاريخ الإسلام: «يقال: كان سبب وفاة الخليل أنّه قال أريد أن أعمل نوعًا من الحساب تمضي به الجارية إلى الفامي، فلا يمكنه أن يظلمها، فدخل المسجد وهو يعمل فكرهُ، فصدمتهُ سارية وهو غافل فانصرع، فمات من ذلك، وقيل: بل صدمته الّسارية وتوفي بعدها، وهو يقطع بحرًا من العروض».

## قالوا فيه
- عرّف به المرزباني قائلاً: وكان من أزهد الناس وأعلاهم نفساً.[62]
- وكتب ابن النديم: كان الخليل من الزهّاد في الدنيا، المنقطعين إلى العلم.[63]
- وتحدّث تلميذه النضر بن شميل حول شخصيّته فقال: أقام الخليل في خصّ (كوخ) من أخصاص البصرة لا يَقِدر على فلسَين، وأصحابه يكسبون بعلمه الأموال! ولقد سمعته يوماً يقول: إنّي لأغلق علَيّ بابي فما يجاوزه همّي.
- وكان يقول: أكملُ ما يكون الإنسان عقلاً وذهناً إذا بلغ أربعين سنة، وهي السنّ التي بعث الله تعالى فيها محمّداً صلّى الله عليه وعلى آله وسلم. ثمّ يتغيّر وينقص إذا بلغ ثلاثاً وستّين سنة، وهي السنّ التي قُبض فيها رسول الله صلّى الله عليه وآله. وأصفى ما يكون ذهن الإنسان في وقت السَّحَر.[64]
- كما نقل عنه المزي هذه الكلمة: الناس أربعة: ـ فرجلٌ يدري وهو يدري أنه يدري، فذاك عالمٌ فخذوا عنه. ورجلٌ يدري وهو لا يدري أنّه يدري، فذاك ناسٍ فذكِّروه. ورجلٌ لا يدري وهو يدري أنّه لا يدري، فذاك مُسترشِدٌ فعَلِّموه. ورجلٌ لا يدري وهو لا يدري أنّه لا يدري، فذاك جاهل فارفضوه.[65]
- وترجم له الزركلي قائلاً: الخليل بن أحمد الفراهيديّ من أئمّة اللغة والأدب، وواضع علم العروض.. وهو أستاذ سيبويه النحوي. وُلد ومات في البصرةَ، وعاش فقيراً صابراً.. وقد فكّر في ابتكار طريقةٍ في الحساب تسهّله على العامّة.[66]